# Zacharias von Chalkedon
Zacharias von Chalkedon war ein byzantinischer Geistlicher und Gelehrter, der Mitte des 9. Jahrhunderts lebte und um 860 Metropolit von Chalkedon war.
Zacharias wurde von Photios I. zwischen 859 und 867 zum Metropoliten ernannt. Er sollte nach der Synode von Konstantinopel 867 zusammen mit Theodoros von Laodikeia ins Frankenreich geschickt werden, um die Beschlüsse der Synoden von 861 und 867 dort vorzutragen und durchzusetzen, doch wurde die Gesandtschaft von Kaiser Basileios I. zurückgerufen. Im Frankenreich wurden die Beschlüsse der Synode ein Jahr später auf der Synode von Worms ohnehin als häretisch aberkannt.
Auf dem Konzil von Konstantinopel 869/70 wurde Photios verurteilt und abgesetzt. Zacharias fiel ebenfalls in Ungnade und wurde seines Amtes enthoben. Er hielt in der Folgezeit weiterhin Kontakt mit seinem Mentor Photios, mit dem er auch persönlich befreundet war. So konnte er gut zehn Jahre später, nach der Rehabilitation des Photios, wieder sein Metropolitenamt ausüben.
Zacharias hat eine kurze philosophische Schrift „Über die Zeit“ verfasst, die erhalten geblieben ist. Darin plädiert er unter Bezugnahme auf antike philosophische Lehren (speziell des Aristotelismus) für die Unbewegtheit der Zeit und versucht die Unsterblichkeit logisch im Hinblick auf die menschliche Seele zu definieren. Die knappe Abhandlung ist ein Zeugnis für die frühmittelalterliche byzantinische Philosophie in einer ansonsten recht quellenarmen Zeit.